# 제3교실
《제3교실》은 1975년 7월 8일부터 1980년 2월 26일까지 문화방송 주간단막극으로, 청소년들의 문제점을 찾아 드라마로 극화하여 10대의 탈선을 선도하는 카운셀링 성격을 지녔다.

## 등장 인물
- 이정길
- 이효춘
- 김보연
- 임예진
- 송승환
- 강남길
- 전영록
- 최불암
- 오지명
- 김무생
- 이묵원
- 변희봉
- 이영후
- 전운
- 정욱
- 김혜자
- 정혜선
- 김용림
- 김영옥
- 나문희
- 남능미
- 반효정
- 윤소정
- 유명옥
- 정희선
- 한영숙
- 김영란
- 김애경
- 박은수
- 임현식
- 박원숙
- 최은숙
- 손창호
- 이성자
- 김동주
- 이계인
- 정대홍
- 한인수
- 현석
- 홍중기
- 김성찬
- 문영애
- 송경철
- 오미연
- 임채무
- 김해숙
- 이경실
- 이경진
- 진유영
- 김연자
- 유경숙
- 이숙
- 한미영
- 길용우
- 김신숙
- 권은아
- 신금매
- 이경순
- 홍성애
- 김호정
- 박재호
- 조인선
- 홍종현

## 수상
- 1975년 제10회 한국 방송윤리위원회상 TV부문 수상[2]